# Узкое (Орловская область)
Узкое — село в Знаменском районе Орловской области. Является центром Узкинского сельского поселения. Численность населения — 2010.

## Население
| 2002 | 2010 |
| ---- | ---- |
| 213  | ↘136 |

В Списке населённых мест за 1866 год значится как владельческое село Болховского уезда при колодцах, в котором насчитывалось 72 двора, проживало 814 человек и имелись собственная православная церковь, две мельницы и пять маслобоен.

## История
Село Узкое (Уское) упоминается как сельцо в Дозорной книге Карачевского уезда за 1614 год в составе Рословского стана

Петр Игнатьев сын Софонов принес вотчинную грамоту царя Василья за красною печатью, а в грамоте написано: дано ему, Петру, в Карачевском уезде в Рословском стану в вотчину половину селца Ускова сто десять чети да в Городцком стану верх речки Серпа Муравьевъской (пус) тритцать чети со всеми угодьи. Да Петр же Софонов сказал, что за ним помесья осталось за вотчиною по даче блаженые памяти царя Федора Ивановича всеа Русии в Городцком стану (пус) дикое поле на речке на Сквировой пятдесят чети да (поч) верх речки Серпа сорок чети, да на речке на Слюнке в Рословъском стану сорок чети; да в Хотимском стану на речке на Мошеной сто чети, что было за братом ево Осипом Софоновым, дача царя Василья. А болши того за собою вотчин и помесья не сказал ни в котором городе.
В 1678 году так же упоминается село Узкое в составе Севского разряда Карачевского уезда Рословского стана.